# Rhytidoponera terrestris
Rhytidoponera terrestris é uma espécie de formiga do gênero Rhytidoponera.